# Епархия Жануарии

Regional CNBB Leste 2.

Епархия Жануарии.

Епархия Жануарии (лат. Dioecesis Ianuariensis) — епархия Римско-Католической церкви с центром в городе Жануария, Бразилия. Епархия Жануарии входит в митрополию Монтис-Кларуса. Кафедральным собором епархии Жануарии является церковь Пресвятой Девы Марии.  

## История
15 июня 1957 года Римский папа Пий XII издал буллу «Laeto auspicio», которой учредил епархию Жануарии, выделив её из apxиепархии Монтис-Кларуса и территориальной прелатуры Паракату (сегодня – Епархия Паракату).  Первоначально епархия Жануарии входила в митрополию Диамантины.
5 июля 2000 года епархия Жануарии передала часть своей территории в пользу возведения новой епархии Жанаубы.
21 января 2001 года епархия Жануарии вошла в митрополию Нитероя.

## Ординарии епархии
- епископ Daniel Tavares Baeta Neves (16.05.1958 — 1.06.1962, в отставке);
- епископ João Batista Przyklenk, M.S.F. (1.06.1962 — 1.03.1976 — назначен апостольский викарий Северной Норвегии);
- епископ João Batista Przyklenk, M.S.F. (18.03.1977 — 20.08.1983, в отставке) (второй срок);
- епископ Anselmo Müller (25.04.1984 — 12.11.2008, в отставке);
- епископ José Moreira da Silva (2008 — 14.12.2022 — назначен епископом Порту-Насиунала);
- епископ Geraldo de Souza Rodrigues (25.10.2023 — 13.04.2025, до смерти);
- епископ Dorival Souza Barreto Júnior (18.06.2025 — по настоящее время).

## Источник
- Annuario Pontificio, Ватикан, 2007.